# Lake Rotoroa (Hawke’s Bay)
Der Lake Rotoroa ist ein See im Wairoa District der Region Hawke’s Bay auf der Nordinsel von Neuseeland.

## Geographie
Der Lake Rotoroa befindet rund 34 km westnordwestlich der Stadt Wairoa und rund 17 km südlich des großen Lake Waikaremoana. Der 14,7 Hektar große See erstreckt sich über eine Länge von rund 510 m in Nord-Süd-Richtung und über eine maximale Breite von rund 450 m in Ost-West-Richtung. Die Uferlinie des Sees kommt auf eine Länge von rund 1,75 km und die maximale Tiefe des Gewässers wurde mit 16 m festgestellt.
Gespeist wird der Lake Rotoroa von zwei Zuflüssen, die jeweils von Nordwesten und von Süden her erfolgen. Bei Überlauf des Gewässers erfolgt die Entwässerung über einen Bach nach Osten zum rund 400 m entfernt liegenden Lake Rotonuiaha.